# Tomoko Nakajima
Ne doit pas être confondue avec l'actrice du même nom, née le 26 août 1971 : Tomoko Nakajima (ja)
Pour les articles homonymes, voir Nakajima.
Tomoko Nakajima (中嶋朋子, Nakajima Tomoko), née Tomoko Nishikawa (西村 朋子, Nishikawa Tomoko) le 5 juin 1971 à Tokyo, est une actrice japonaise.

## Biographie
Tomoko Nakajima est surtout connue pour son rôle de Hotaru Kuroita dans la série télévisée au long cours Kita no kuni kara (北の国から, litt. « D'un pays du nord »). Elle a remporté le prix de la meilleure actrice dans un second rôle au 12e festival du film de Yokohama pour Maria, Tsugumi et la mer.

## Filmographie sélective

### Au cinéma
- 1987 : Eien no 1/2 (en) (永遠の１／２?) de Kichitarō Negishi
- 1990 : Maria, Tsugumi et la mer (つぐみ, Tsugumi?) de Jun Ichikawa
- 1991 : Futari (ふたり?) de Nobuhiko Ōbayashi : Chizuko Kitao
- 1991 : Asatte dansu (あさってDANCE?) d'Itsumichi Isomura (ja)
- 1997 : Parasite Eve (パラサイト・イヴ, Parasaito Ivu?) de Masayuki Ochiai
- 1998 : Give It All (がんばっていきまっしょい, Ganbatte ikimasshoi?) d'Itsumichi Isomura (ja) : le coach
- 2000 : Boku no ojisan (ボクの、おじさん?) de Yōichi Higashi
- 2004 : The Taste of Tea (茶の味, Cha no aji?) de Katsuhito Ishii : Akira Terako
- 2005 : La Forêt oubliée (埋もれ木, Umoregi?) de Kōhei Oguri
- 2011 : 1945: End of War (太平洋の奇跡 -フォックスと呼ばれた男-, Taiheiyou no kiseki: Fokkusu to yobareta otoko?) de Hideyuki Hirayama : Haruko Okuno
- 2013 : Tokyo kazoku (東京家族, Tōkyō kazoku?) de Yōji Yamada : Shigeko
- 2017 : Utsukushii hoshi (美しい星?) de Daihachi Yoshida

### À la télévision
- 1981 - 1982 : Kita no kuni kara (北の国から?) : Hotaru Kuroita  (série télévisée)
- 1983 : Kita no kuni kara '83 fuyu (北の国から'83冬?) : Hotaru Kuroita  (téléfilm)
- 1984 : Kita no kuni kara '84 natsu (北の国から'84夏?) : Hotaru Kuroita  (téléfilm)
- 1987 : Kita no kuni kara '87 hatsukoi (北の国から'87初恋?) : Hotaru Kuroita  (téléfilm)
- 1989 : Kita no kuni kara '89 kikyo (北の国から'89帰郷?) : Hotaru Kuroita  (téléfilm)
- 1992 : Kita no kuni kara '92 sudachi (北の国から'92巣立ち?) : Hotaru Kuroita  (téléfilm)
- 1995 : Kita no kuni kara '95 himitsu (北の国から'95秘密?) : Hotaru Kuroita  (téléfilm)
- 1998 : Kita no kuni kara '98 jidai (北の国から'98時代?) : Hotaru Kuroita  (téléfilm)
- 2002 : Kita no kuni kara 2002 yuigon (北の国から 2002遺言?) : Hotaru Kuroita  (téléfilm)

## Récompenses
Sauf indication contraire, les informations mentionnées dans cette section peuvent être confirmées par la base de données cinématographiques IMDb,  présente dans la section « Liens externes ».
- 1991 : prix de la meilleure actrice dans un second rôle pour Maria, Tsugumi et la mer au festival du film de Yokohama[1]
- 1991 : prix Blue Ribbon de la meilleure actrice dans un second rôle pour Maria, Tsugumi et la mer[2]
- 1992 : prix de la meilleure actrice pour Asatte dansu aux Japanese Professional Movie Awards